# انتخابات الرئاسة التركمانية 2012
انتخابات الرئاسة التركمانية 2012 هي الانتخابات الرئاسية التي جرت في 2012، في تركمانستان، لانتخاب رئيس تركمانستان، فاز بالانتخابات قربانقلي بردي محمدوف.